# Alfredo Zibechi
Alfredo Zibechi (né le 30 octobre 1895 à Montevideo en Uruguay et mort le 19 juin 1958) est un joueur de football international uruguayen, qui évoluait au poste de défenseur.

## Biographie

### Carrière en club
Avec le Club Nacional, il remporte cinq championnats d'Uruguay.

### Carrière en sélection
Avec l'équipe d'Uruguay, il joue 40 matchs (pour un but inscrit) entre 1915 et 1924. 
Il figure dans le groupe des sélectionnés lors des championnats sud-américains de 1916, de 1919, de 1920, de 1921, de 1922 et enfin de 1924. Il remporte trois fois la compétition, en 1916, 1920 et 1924.
Il participe également aux Jeux olympiques de 1924 organisés à Paris. Lors du tournoi olympique, il dispute un match face à l'équipe de France à Colombes (victoire 1-5 de l'équipe d'Uruguay). La sélection uruguayenne remporte le tournoi.

## Palmarès
| Club Nacional - Championnat d'Uruguay (5) : - Champion : 1919, 1920, 1922, 1923 et 1924. - Vice-champion : 1918 et 1921. |  | Uruguay - Championnat sud-américain (3) : - Vainqueur : 1916, 1920 et 1924. - Jeux olympiques (1) : - Or : 1924. |